# 김동신 (배우)
김동신(1976년 ~ )은 대한민국의 배우이다.

## 출연작

### 영화
- 1991년 《코리언 보이》
- 2003년 《와일드 카드》 ... 심봉사 일당 역
- 2003년 《청풍명월》 ... 청풍명월 부대원 역
- 2003년 《거울 속으로》 ... 경찰 2 역
- 2004년 《페이스》 ... 표 형사 역
- 2004년 《1.3.6》 ... 영화사 직원 역
- 2005년 《역전의 명수》 ... 임찬기 역
- 2005년 《가문의 위기》 ... 최 수사관 역
- 2005년 《온실》 ... 박철민 역
- 2006년 《구세주》 ... 큰손파 2 역
- 2006년 《모노폴리》 ... 재식 역
- 2006년 《가문의 부활》 ... 최 수사관 역
- 2006년 《경의선》 ... 백화점 구두매장 직원 역
- 2010년 《포화 속으로》 ... 사단장 작전관 1 역

### 뮤직비디오
- 2007년 케이윌 - 《왼쪽 가슴》